# 川田隆雄
川田隆雄（かわた たかお）は、同志社女子大学学芸学部メディア創造学科学科教授。デジタルハリウッド大学大学院客員教授。
1962年8月4日生まれ。B型。専門は教育工学とプロデュース学。

## 人物・略歴
大阪府出身。1995年に大阪大学大学院の言語文化研究科博士課程言語文化学専攻単位取得修了。
大学在学中からビジネスを起業し、情報ビジネスのモデルを確立した。「Dance Now」のビデオ販売の成功などが有名である。2002年より同志社女子大学で教鞭をとる。
現在は「成功者の研究」を行っている。

## エピソード
- 「Dance Now」のビデオをつくるためにトニーTに熱心にアプローチした。

## 著作
- マルチメディアコンテンツによる異文化理解　岩波講座　マルチメディア情報学12巻4章　岩波書店　1999年
- 文部科学省認可通信教育テキスト　基礎教育 I-VR（テキスト版）　佛教大学　2003年